# Once Upon a Crime...
 Once Upon a Crime... és una pel·lícula estatunidenc-alemanya dirigida per Eugene Levy, estrenada el 1992.

## Argument
Phoebe, una turista americana, i Julian, un actor americà a l'atur, que no es coneixen, troben a Roma un gos perdut pel qual donen una abundant recompensa. Quan l'hi lliuren a Montecarlo a la seva propietària, Miss Van Douguen, una acabalada dona, la troben morta. Per una sèrie de malentesos es veuran embolicats en el seu assassinat al costat d'un matrimoni americà.

## Repartiment
- John Candy: Augie Morosco
- James Belushi: Neil Schwary
- Cybill Shepherd: Marilyn Schwary
- Sean Young: Phoebe
- Richard Lewis: Julian Peters
- Ornella Muti: Elena Morosco
- Giancarlo Giannini: Inspector Bonnard
- George Hamilton: Alfonso de la Pena
- Roberto Sbaratto: detectiu Toussaint
- Joss Ackland: Hercules Popodopoulos

## Rebuda
- Comèdia de situacions dissenyada a partir d'esquemes clàssics de provada eficàcia. La posada en escena, això no obstant, resulta rudimentària. Cybil Shepherd i Sean Young justifiquen el visionat.[1]
- La pel·lícula va rebre crítiques negatives. Janet Maslin donava a la pel·lícula una ressenya negativa en el New York Times, dient que no era estrany, i afegint "com a regla general, les pel·lícules les trames de les quals giren al voltant de gossos perduts són aptes per ser curts d'inspiració còmica, i aquesta no és cap excepció"[2] Va ser nominada per un Razzie Award, el de pitjor actriu secundària per Sean Young.